# Giuseppe Caselli
Giuseppe Caselli (født 5. juli 1893, død 19. december 1976) var en italiensk maler.
Han studerede under Felice Del Santo og Antonio Discovolo. I 1913 blev han arresteret og i nogen tid sad han fængslet i en koncentrationslejr i Østrig. Derefter studerede han på kunstakademiet i Firenze. Han deltog i priskonkurrencen “Golfo della Spezia” arrangeret af Filippo Tommaso Marinetti.
Caselli var en af de kendteste skildrere af livet i La Spezia. Han malede tusindvis af værker i løbet af sin lange karriere. I sine malerier skildrede han livsstilen i La Spezia.